# Stazione di Zaule-Val Rosandra
La stazione di Zaule-Val Rosandra era una fermata ferroviaria posta lungo la ex linea ferroviaria a scartamento ridotto Trieste-Parenzo chiusa nel 31 agosto 1935. Era al servizio di Zaule (frazione di Muggia) e della Val Rosandra.